# 卓定
卓定（ID：knight/Knight9，2000年5月22日—），江西萍乡人，《英雄联盟》职业运动员，现任英雄联盟职业联赛（LPL）嗶哩嗶哩戰隊（BLG)中单选手。由于他为左撇子，并且经常左手使用鼠标以及左右手交叉进行游戏，所以被称为“黄金左手”。

## 职业生涯
2017年2月6日，作为“高分路人”的卓定和高天亮（ID：Tian）一同加入了YM战队，开始了自己的职业生涯。由于过人的天赋，时任YM战队老板刘谋（PDD）对他进行了重点培养并让他担任YM首发中单。在英雄联盟甲级职业联赛（LSPL）2017年春季赛上，YM获得了亚军并得到了晋级LPL的机会。2017年4月21日，在春季升降级赛上，YM 0:3不敌LGD，卓定也被与其对位的韦朕（ID：GODV）完全压制，无法展现其韩服第一的实力。在最后一届LSPL比赛上，YM获得了夏季赛亚军，卓定再次失去了晋级LPL的机会。
2017年12月25日，卓定加入了苏宁电子竞技俱乐部（SNG），在2018年春季赛上，SNG表现一般，但在夏季赛因为合同的问题，卓定无法登场比赛。最后，在官方介入下，卓定于11月加入了滔搏电子竞技俱乐部（TOP）。2018年12月，卓定率领滔搏在德玛西亚杯上以全胜战绩进入决赛，最终不敌iG电子竞技俱乐部获得亚军。
在2019年春季赛上，TOP排名常规赛第三名，同时卓定入选了春季赛最佳阵容二阵，但TOP在季后赛半决赛中1:3再次不敌iG，在3-4名决赛中1:3不敌FPX，最终获得第四名，也获得了参加洲际赛的资格，在洲际赛决赛上，LPL赛区1:3不敌LCK赛区。在夏季赛上，战队名称由Topsports Gaming（TOP）改名为Top Esports（TES）并获得了常规赛第三名，卓定也因出色表现获得了夏季赛常规赛MVP。季后赛中，TES在半决赛1:3不敌RNG，在3-4名决赛上3:0战胜BLG，获得了季军。在世界赛冒泡赛上，TES2:3不敌iG，无缘世界赛。
在2020年春季赛上，TES排名常规赛第四名，同时卓定入选了春季赛最佳阵容三阵，在季后赛第二轮中，TES 3:1战胜WE晋级半决赛，在半决赛中他们3:1战胜了常规赛第一名iG，队史也是卓定个人首次晋级LPL决赛。在决赛上TES鏖战五局，最终2:3不敌JDG，获得亚军。
在2021年英雄联盟职业联赛春季赛中，TES获得殿军。同年的季后赛中，TES在季后赛首轮以1:3的比分不敌LNG战队止步八强。12月26日,在德玛西亚杯决赛中TES以3:2的比分击败FPX战队取得冠军。
2022年英雄联盟职业联赛春季赛，TES战队一路挺进决赛，在决赛中TES战队以2:3的比分不敌RNG，获得亚军。同年LPL夏季赛上，TES战队以14胜2负常规赛第一的战绩晋级季后赛，最终在决赛上不敌JDG战队获得亚军，同时获得以二号种子的身份出征英雄联盟2022赛季全球总决赛的资格。在英雄联盟2022赛季全球总决赛上，TES战队在小组赛中取得了3胜3负的成绩，未能能晋级淘汰赛，止步十六强。2022年12月9日，卓定正式加入JDG电子竞技俱乐部。
2023年，卓定所在的JDG战队包揽了当年英雄联盟职业联赛的春季赛冠军和夏季赛冠军。春季赛常规赛，JDG以13胜3负的成绩排名第一。4月15日，JDG战队3-1战胜BLG战队获得2023LPL春季赛冠军。5月21日，在英国伦敦举办的2023英雄联盟季中冠军赛决赛中，JDG战队击败BLG战队夺得冠军，卓定获得总决赛MVP。夏季赛常规赛中JDG以14胜2负的成绩排名第而。8月5日，英雄联盟职业联赛夏季赛决赛中，JDG战队3：2战胜LNG战队获得冠军，卓定当选夏季赛FMVP。11月12日，在英雄联盟2023赛季全球总决赛的半决赛中，JDG1-3不敌T1，无缘决赛，止步四强。12月12日，卓定加入BLG电子竞技俱乐部。

## 比赛数据
| 赛季          | 参赛场次 | 总击杀（场均） | 总助攻（场均） | 总死亡（场均） | KDA（战损比） | 场均金钱 | 场均补刀 | 场均插眼 | 场均排眼 | 场均参团率 | MVP次数 |
| ------------- | -------- | -------------- | -------------- | -------------- | ------------- | -------- | -------- | -------- | -------- | ---------- | ------- |
| 2019LPL春季赛 | 35       | 132（3.77）    | 193（5.51）    | 51（1.45）     | 6.30          | 13765    | 305      | 11       | 8        | 74.00%     | 11      |
| 2019LPL夏季赛 | 35       | 160（4.57）    | 168（4.80）    | 71（2.02）     | 4.60          | 13010    | 270      | 9        | 7        | 63.50%     | 13      |
| 2020LPL春季赛 | 37       | 182（4.91）    | 247（6.67）    | 80（2.16）     | 5.30          | 13659    | 276      | 11       | 7        | 75.70%     | 10      |
| 2020LPL夏季赛 | 36       | 206（5.72）    | 237（6.58）    | 63（1.75）     | 7.00          | 14138    | 288      | 11       | 9        | 76.10%     | 10      |

数据来源：

## 成就

### Young Miracles
- 亚军 — 英雄联盟甲级职业联赛2017年春季赛
- 亚军 — 英雄联盟甲级职业联赛2017年夏季赛

### Top Esports
- 殿军 — 2019英雄联盟职业联赛春季赛
- 亚军 — 2019年英雄联盟洲际系列赛
- 季军 — 2019英雄联盟职业联赛夏季赛
- 亚军 — 2020英雄联盟职业联赛春季赛
- 冠军 — 2020年英雄联盟季中杯
- 冠军 — 2020英雄联盟职业联赛夏季赛
- 四强 - 英雄联盟2020赛季全球总决赛
- 冠军 — 2020年德玛西亚杯
- 殿军 — 2021年英雄联盟职业联赛春季赛
- 冠军 — 2021年德玛西亚杯
- 亚军 — 2022年英雄联盟职业联赛春季赛
- 亚军 — 2022年英雄联盟职业联赛夏季赛

### JD Gaming
- 冠军 — 2023年英雄联盟职业联赛春季赛
- 冠军 — 2023年英雄联盟季中邀请赛
- 冠军 — 2023年英雄联盟职业联赛夏季赛
- 四强 — 英雄联盟2023赛季全球总决赛

### Bilibili Gaming
- 冠军 — 2023年德玛西亚杯
- 冠军 — 2024年英雄联盟职业联赛春季赛
- 亚军 — 2024年英雄联盟季中邀请赛
- 冠军 — 2024年英雄联盟职业联赛夏季赛
- 亞軍 —英雄聯盟2024賽季世界大賽

## 个人荣誉
- 2019英雄联盟职业联赛春季赛最佳阵容二阵
- 2019英雄联盟职业联赛夏季赛最佳阵容一阵
- 2020英雄联盟职业联赛夏季赛常规赛MVP
- 2020英雄联盟职业联赛春季赛最佳阵容三阵
- 2020英雄联盟职业联赛夏季赛常规赛MVP
- 2020英雄联盟职业联赛夏季赛最佳阵容一阵
- 2020英雄联盟职业联赛夏季赛总决赛FMVP